# Parque Nacional Belovezhskaya Pushcha
O Parque Nacional Belovezhskaya Pushcha (russo, official: Национальный парк «Беловежская пуща», em bielorrusso:  Нацыянальны парк Белавежская пушча) é uma área protegida da Bielorrússia  cobrindo partes da região de Brest (Distritos de Pruzhany e Kamyanyets)  e da região de Hrodna (Distrito de Svislach) na Bielorrússia, junto a fronteira com a Polônia. Desde 2015 o Parque tem uma área total de 216 200 ha (2 200 km2). 
Junto com o Parque Nacional Białowieża, na Polônia, forma uma floresta complexa e é uma das únicas floresta mistas primárias que restaram na Europa. Está situado na transição entre zonas temperadas e boreal contendo várias espécies de árvores como Picea abies e Carvalho. É também um santuário para o Bisão-europeu da mesma forma que o Parque Nacional Białowieża. 

## História
Os primeiros registros do Parque Nacional Belovezhskaya Pushcha datam do ano 983. O seu nome origina de uma torre branca em sua vizinhança (Belaya Vezha) erguida a mais de 700 anos. Já o nome Pushcha é mencionada em documento históricos Poloneses e Lituanos datados do século 15.
Durante a Segunda República Polonesa, a maior parte da Floreta Białowieża foi declarada como sendo um parque nacional em 1932. Após a Segunda Guerra Mundial, a floresta foi dividida entre a nova República Popular da Polônia e a República Socialista Soviética da Bielorrússia. A Polônia reabriu o Parque Nacional Białowieża em 1947. A sede do Parque está em Kamyanyuki. 